# Automeris claryi
Automeris claryi é uma espécie de  mariposa do gênero Automeris, saturnídeo, com distribuição no Peru e na Bolívia.

## Etimologia
O epíteto específico — claryi — é uma homenagem a Joël Clary, conservador das coleções do Museu de História Natural de Lyon.

## Taxonomia
Em 2005, a espécie foi descrita por Naumann et al., com base no holótipo encontrado em Limbani, a 2.593 m de altitude.

## Distribuição
A espécie tem distribuição no Peru e na Bolívia.